# Las Calderas (Venezuela)
Pour les articles homonymes, voir Las Calderas et Caldera.
Las Calderas est la capitale de la paroisse civile de Las Calderas de la municipalité de Colina de l'État de Falcón au Venezuela.